# Burgwall Gehren
Der Burgwall Gehren, auch Burgwall Grüner Berg genannt, ist eine abgegangene Wallanlage bei Gehren im Landkreis Dahme-Spreewald in Brandenburg aus dem 10. bis 14. Jahrhundert.

## Anlage
Der Burgwall befindet sich auf einem Höhensporn etwa 1800 Meter südwestlich von Gehren bei Walddrehna. In dessen Nähe kreuzten sich wichtige Handelsstraßen von Hamburg und Lüneburg nach Schlesien und von Leipzig nach Frankfurt und weiter nach Osten.
Die Wallburg hatte einen Durchmesser von etwa 130 Metern und eine Fläche von etwa 1,5 Hektar. Von der Anlage sind im Süden vier Meter hohe Wallreste mit den vorgelagerten Grabenresten erhalten.

## Entwicklung

### Archäologische Befunde
Nach archäologischen Befunden wurde um 900 eine frühslawische Siedlung auf dem Sporn angelegt. Nach dendrochronologischen Daten wurde auf dieser um/nach 960 eine Wallanlage mit einer fünf Meter starken Holz-Erde-Konstruktion errichtet. Die Bauweise entsprach der slawischen Bauart (Slawischer Burgwall), wurde aber ungewöhnlicherweise auf einem Sporn und nicht, wie sonst üblich, in einer Niederung angelegt. Der Wall wurde später noch aufgeschüttet. Die Anlage wurde wahrscheinlich bis in das 14. Jahrhundert genutzt.

### Schriftliche Erwähnungen
Die Burg war wahrscheinlich die urbs (...) Iarina, von der Thietmar von Merseburg am Anfang des 11. Jahrhunderts berichtete. Demnach sei die Burg nach Markgraf Gero (gest. 965) benannt worden. Im Jahr 1010 sei König Heinrich II. mit einem größeren Heer von Belgern nach Iarina an der Grenze des Gebietes der Luzici gekommen, auf einem Heerzug gegen den polnischen Fürsten Bolesław Chrobry, der dieses Gebiet besetzt hatte. Dort seien sie auf zwei Brüder aus dem Gebiet der Heveller gestoßen, die Bolesław unterstützt hatten, möglicherweise waren diese die Herren der Burg. Sie wurden gehängt. König Heinrich erkrankte in der Burg und musste den Kriegszug abbrechen und zurückkehren. Ein kleineres Heer zog weiter nach Osten und verwüstete das Gebiet Bolesławs.